# 芬多夫冰川
79°30′S 84°49′W / 79.500°S 84.817°W
芬多夫冰川是南極洲的冰川，位於埃爾斯沃思地，處於埃爾斯沃思山脈的赫里蒂奇嶺，流經吉福德峰東坡，最終與多布拉茨冰川匯流。